# Sclethrus mirabilis
Sclethrus mirabilis es una especie de insecto coleóptero de la familia Cerambycidae. Estos longicornios son endémicos de Célebes (Indonesia).
Mide unos 16,6 mm.